# Pseudocyclosorus canus
Pseudocyclosorus canus är en kärrbräkenväxtart som först beskrevs av Bak., och fick sitt nu gällande namn av Holtt. och Grimes. Pseudocyclosorus canus ingår i släktet Pseudocyclosorus och familjen Thelypteridaceae. Inga underarter finns listade.